# Bandera d'Eritrea
La bandera d'Eritrea actual va ser adoptada el 5 de desembre de 1955. La disposició prové de la bandera del Front Popular d'Alliberament d'Eritrea, amb l'afegit del llorer i d'una branca d'olivera, símbols derivats de la bandera de 1952. Està formada per quatre colors, tres dels quals són propis del panafricanisme.

## Construcció i dimensions

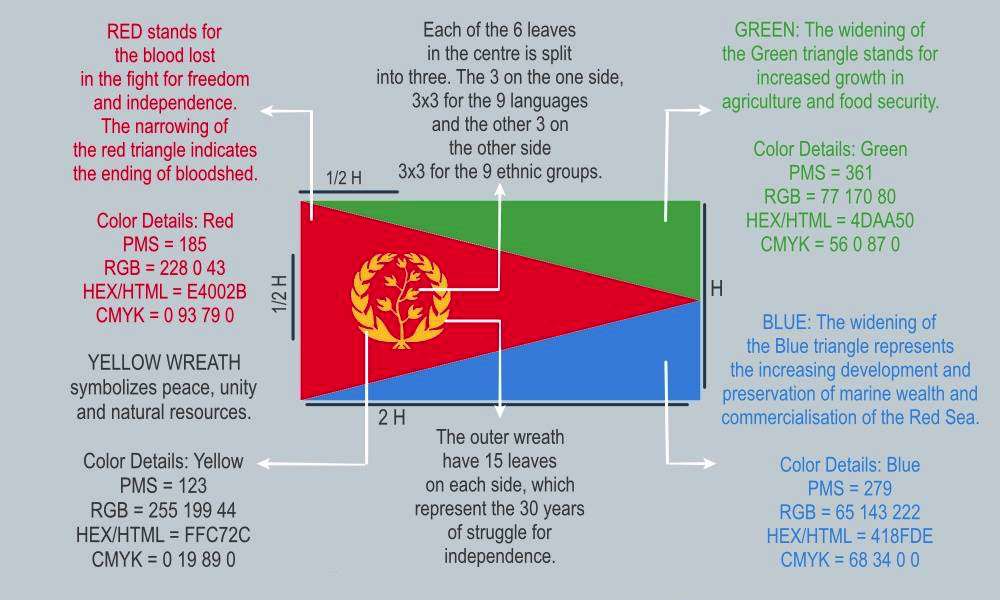
Plantilla de construcció de la bandera.

### Colors
- La forma del triangle vermell imita àmpliament la forma del país.[3]
- El color verd representa l'agricultura i la ramaderia del país;
- El blau la generositat del mar, i;
- El vermell el vessament de sang en la lluita per la independència amb les 30 fulles de la corona corresponents als trenta anys de lluita per la independència.[4][5]

Els colors, segons especifica la plantilla, són els següents:
| Model de color | Blau         | Vermell    | Groc         | Verd        |
| -------------- | ------------ | ---------- | ------------ | ----------- |
| Pantone        | 279C         | 185C       | 123C         | 2422C       |
| CMYK           | 63-32-0-14   | 0-91-72-8  | 0-20-84-2    | 63-0-53-33  |
| RGB            | 60, 139, 220 | 235, 4, 51 | 251, 199, 36 | 11, 172, 36 |
| HTML           | #3C8BDC      | #EB0433    | #FBC724      | #0BAC24     |

## Banderes històriques

Bandera de 1952 a 1962 (2:3 Ratio)
Bandera de 1993 a 1995 (2:3 Ratio)

## Altres banderes

Bandera del Front Popular d'Alliberament d'Eritrea